# Benoît Lamy
Benoît Lamy (Arlon, 19 de setembre de 1945 - Braine-l'Alleud, 15 d'abril de 2008) fou un guionista, productor de cinema i director de cinema való. Es considera com el pioner del cinema belga i precursor de Luc i Jean-Pierre Dardenne o Jaco Van Dormael.
Va estudiar a l'Institut d'Arts Dramatiques i va fer un estatge amb Pier Paolo Pasolini durant la realització d'Edipo Re el 1968. El primer llargmetratge de Benoît Lamy, Home Sweet Home, estrenat l'any 1973, conta amb humor la revolta dels interns d'una residència de gent gran. Al costat de dues estrelles del cinema francès - Claude Jade encarna Clara, una jove infermera autoritària, que s'humanitza amb el contacte d'un jove assistent social, interpretat per Jacques Perrin —actuen actors del teatre belga com Marcel Josz, Ann Petersen o Jacques Lippe— i explica la història d'una revolta de jubilats que viuen a una residència d'avis a Brussel·les. La pel·lícula té un gran èxit i va obtenir catorze premis internacionals (Millor pel·lícula a Montréal, premi especial del jurat a Moscou) i queda com una de les més grans pel·lícules del cinema belga.
Juntament amb Gabrielle Borile, va obtenir un premi Golden Bayard al Festival Internacional de Cinema Francòfon de Namur per la fotografia de Combat de fauves (1997). A continuació, Benoît Lamy signa Jambon d'Ardenne amb Annie Girardot o La vida és bonica, una comèdia africana cosignada l'any 1987 amb el guionista congolès Mwezé Ngangura i acompanyada per la música de Papa Wemba. L'última pel·lícula del director, Combat de feres és un huis-clos amb Richard Bohringer. Lamy buscava muntar una pel·lícula sobre l'explorador Stanley des dels anys 1970 sobre un primer guió de Luc Crougaert.
Benoît Lamy va ser assassinat el 15 d'abril del 2008 pel seu company Perceval Ceulemans amb qui vivia en parella. El 15 de juliol de 2014, l'homicida va ser condemnat pel tribunal correccional de Nivelles a quaranta mesos d'empresonament ferm per «cops i ferides voluntàries que han ocasionat la mort sense intenció de fer-ho».

## Filmografia
- Cartoon Circus (1972)
- Home Sweet Home (1973)
- Jambon d'Ardenne (1977)
- La vie est belle (1987)
- Combat de fauve (1997)
- Benoit Lamy La Collection Arxivat 2016-12-20 a Wayback Machine. (2014) edició pòstuma de l'obra completa, Cineart